# Lophodermium typhinum
Lophodermium typhinum är en svampart som först beskrevs av Elias Fries, och fick sitt nu gällande namn av Lambotte 1880. Lophodermium typhinum ingår i släktet Lophodermium och familjen Rhytismataceae.  Arten är reproducerande i Sverige. Inga underarter finns listade i Catalogue of Life.